# Moulay Hachem El Gharef
 (décembre 2017).
Si vous disposez d'ouvrages ou d'articles de référence ou si vous connaissez des sites web de qualité traitant du thème abordé ici, merci de compléter l'article en donnant les références utiles à sa vérifiabilité et en les liant à la section « Notes et références ».
Moulay Hachem El Gharef, communément surnommé El Ghorf, est un footballeur international marocain, né en 1960 à El Kbab.

## Biographie
Moulay Hachem El Gharef commence sa carrière au Chabab Atlas Khénifra en 1979, puis il joue à l'Olympique de Khouribga (en deuxième et première division) de 1983 à 1987 et de 1992 à 1995. 
Il joue pendant cinq saisons en Espagne entre 1987 et 1992, avec les clubs du CD Tenerife et de l'UD Salamanca. Il dispute un total de 93 matchs dans les championnats espagnols, inscrivant cinq buts.
Il évolue en équipe du Maroc de 1987 à 1990. Il participe avec cette équipe à la Coupe d'Afrique des nations 1988, compétition lors de laquelle le Maroc se classe quatrième.
Il encadre les équipes de jeunes de l'Olympique de Khouribga de 1996 à 2002, avant de devenir entraîneur du Hassania de Khouribga, pour la saison 2004-2005 (deuxième division amateur). Il occupe également le poste de conseiller technique au sein de la Ligue Tadla de 2008 à 2011, puis le poste de responsable de l'animation sportive au  Groupe OCP de Khouribga de 2007 à 2012.

## Palmarès

### Clubs
- Vice-champion du Maroc en 1984 avec l'Olympique de Khouribga
- Finaliste de la Coupe du Maroc en 1994 et 1995 avec l'Olympique de Khouribga

### Équipe nationale
- Quatrième, avec l'équipe du Maroc, à la CAN 1988.